# Narses V Camsaracano
Narses V Camsaracano (em armênio/arménio: Ներսեհ Կամսարական; romaniz.: Nersēh Kamsarakan), chamado Narses II por Cyril Toumanoff, foi príncipe da Armênia da família Camsaracano de 689 a 691.

## Nome
Narses é a forma helenizada e latinizada do nome. Em armênio, ocorre como Nerses. A atestação mais antiga do nome ocorre nos Feitos do Divino Sapor, uma inscrição trilíngue do reinado do xainxá sassânida Sapor I (r. 240–270). Em parta é registrado como Narsēs e em pálavi como Narsē. O nome deriva do avéstico Nairyō saŋha-, que literalmente significa "o de muitos discursos", ou seja, o mensageiro divino.

## Vida

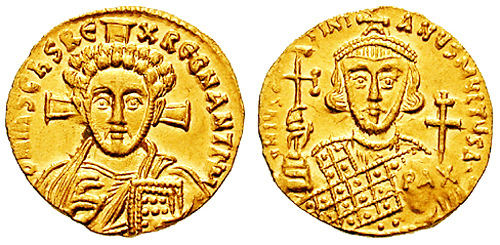
Soldo de (r. 685-695; 705-711)

O historiador Ananias de Siracena cita-o em sua Geografia como governador de três cidades bizantinas na Tripolitânia cerca de 654-660. Um selo bizantino de meados do século VII, apresenta-o como patrício e estratego. Em 688, com a ajuda do exército bizantino, o príncipe Asócio II Bagratúnio lutou contra os árabes, mas foi morto na luta. O imperador Justiniano II (r. 685-695; 705-711) continuou a luta e submete a Armênia e retorna ao Império Bizantino para nomear Narses príncipe. Alguns anos depois, Simbácio VI sucede-o, mas não há indícios de que Narses morreu nesse momento e pode ser identificado com o conde, ex-cônsul e patrício homônimo mencionado no colofão de uma tradução feita em 696 da História Eclesiástica de Sócrates Escolástico.

## Família
Nenhum texto menciona diretamente sua família imediata, que teve que ser reunida por sobreposição e hipótese. Ananias indica que um ancestral do príncipe era outro Narses, filho de Arsabero, um general que lutou contra os Bals em favor dos persas e que então dividiu o saque com seu irmão mais velho Isaac e seu sobrinho mais novo Afraates. Foi estabelecido que este episódio ocorreu em 614. Christian Settipani considera que o general de 615 é o avô do príncipe Narses, mas ignora o nome do pai do último. Uma inscrição na catedral de Talin menciona "Narses, ex-cônsul, patrício, senhor de Siracena e Arsarúnia (...) marido de Susana e pai de Afraates", um personagem que Settipani identifica com o príncipe. Outra inscrição menciona um Gregório, filho de Narses.